# Valeilles
Valeilles is een gemeente in het Franse departement Tarn-et-Garonne (regio Occitanie) en telt 266 inwoners (1999). De plaats maakt deel uit van het arrondissement Castelsarrasin.

## Geografie
De oppervlakte van Valeilles bedraagt 13,8 km², de bevolkingsdichtheid is 19,3 inwoners per km².

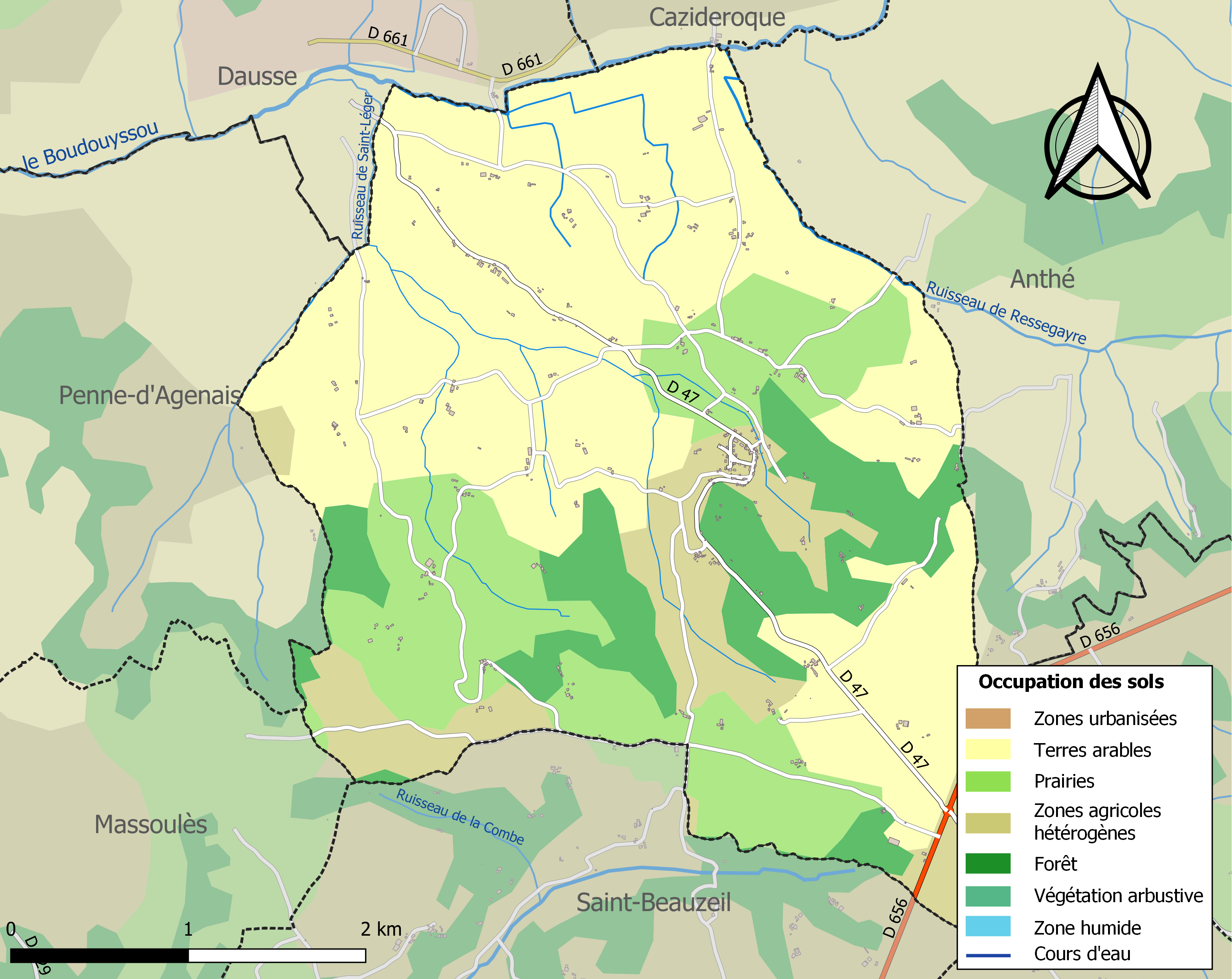
Kaart van de gemeente met de belangrijkste infrastructuur, bodemgebruik en omliggende gemeenten

## Demografie
Onderstaande figuur toont het verloop van het inwonertal (bron: INSEE-tellingen).